# Brachionichthys hirsutus
Cá tay đốm (Danh pháp khoa học: Brachionichthys hirsutus) là một loài cá trong họ Brachionichthyidae, chúng được biết đến ngay từ chính cái tên của nó. Thay vì bơi lội, những con cá hiếm hoi này tiến hóa vây ngực thành đôi tay và sử dụng tay để đi bộ trên đáy biển.

## Nguy cơ
Cá có tay đã xuất hiện trên Trái đất từ 55 triệu năm trước và hầu như không có gì thay đổi cho đến tận ngày nay. Chúng đã tồn tại suốt những năm tháng qua nhưng nay lại phải đối diện với nguy cơ lớn chưa từng có. Dù từng là loài rất phổ biến nhưng đến nay, chúng chỉ còn co cụm tại một địa điểm duy nhất gần thành phố Hobart, Tasmania.
Dân số cá có tay bị suy giảm nghiêm trọng trong những năm qua do nhiều yếu tố, trong đó yếu tố tác động mạnh nhất là do con người gây ra như tình trạng ô nhiễm, biến đổi khí hậu và sự xuất hiện của các loài xâm lấn. Một cuộc khảo sát trên cửa sông Derwent chỉ phát hiện được 79 cá thể cá có tay đang sinh sống. 